# Paula Cristina Gonçalvesová
Paula Cristina Gonçalvesová, rodným jménem Paula Cristina Gonçalves, (* 11. srpna 1990 Campinas) je brazilská profesionální tenistka. Ve své dosavadní kariéře na okruhu WTA Tour vyhrála jeden deblový turnaj. V rámci okruhu ITF získala do ledna 2017 pět titulů ve dvouhře a sedmnáct ve čtyřhře.
Na žebříčku WTA byla ve dvouhře nejvýše klasifikována v srpnu 2016 na 158. místě a ve čtyřhře pak v únoru téhož roku na 95. místě. Trénuje ji Carlos Kirmayr.
V brazilském fedcupovém týmu debutovala v roce 2013 základním blokem 1. skupiny Americké zóny proti Chile, v němž vyhrála dvouhru s Costovou Melgarovou i čtyřhru po boku Teliany Pereirové. Brazilky tak zvítězily 3:0 na zápasy. Do roku 2017 v soutěži nastoupila k šestnácti mezistátním utkáním s bilancí 12–2 ve dvouhře a 3–2 ve čtyřhře.
Brazílii reprezentovala na Letních olympijských hrách 2016 v Riu de Janeiru, kde do ženské čtyřhry nastoupila s Telianou Pereirovou na divokou kartu ITF. Soutěž opustily po prohře v úvodním kole se čtvrtou nasazenou dvojicí Španělek Garbiñe Muguruzaová a Carla Suárezová Navarrová.

## Tenisová kariéra
První ženský turnaj na okruhu ITF odehrála v červenci 2006 v brazilském Camposu do Jordão.
Premiérovou událostí na okruhu WTA Tour ve dvouhře se pak stala kvalifikace úvodního ročníku florianopoliského Brasil Tennis Cupu 2013, v níž vypadla v prvním kole se Slovenkou Janou Čepelovou. Debutový titul na této ženské túře pak získala na antukovém Copa Colsanitas 2015, hraném v kolumbijské metropoli Bogotě. Ve finále čtyřhry s krajankou Beatriz Haddad Maiovou zdolaly americký pár Irina Falconiová a Shelby Rogersová až v supertiebreaku.
Na Jihoamerických hrách 2014 v Santiagu získala zlatou medaili ve dvouhře a bronz ze čtyřhry.
Debut v nejvyšší grandslamové kategorie zaznamenala v kvalifikaci French Open 2016. V úvodním kole podlehla nizozemské hráčce Richèl Hogenkampové.

## Finále na okruhu WTA Tour
| Legenda                           |
| --------------------------------- |
| D – dvouhra; Č – čtyřhra          |
| Grand Slam (0)                    |
| WTA Tour Championships (0)        |
| Premier Mandatory & Premier 5 (0) |
| Premier (0)                       |
| International (1–0 Č)             |

### Čtyřhra: 1 (1–0)
| Stav    | č. | datum          | turnaj           | povrch | spoluhráčka           | soupeřky ve finále                | výsledek         |
| ------- | -- | -------------- | ---------------- | ------ | --------------------- | --------------------------------- | ---------------- |
| Vítězka | 1. | 13. dubna 2015 | Bogotá, Kolumbie | antuka | Beatriz Haddad Maiová | Irina Falconiová Shelby Rogersová | 6–3, 3–6, [10–6] |

## Finále na okruhu ITF
| $100,000 tournaments |
| $75,000 tournaments  |
| $50,000 tournaments  |
| $25,000 tournaments  |
| $15,000 tournaments  |
| $10,000 tournaments  |

### Dvouhra: 10 (5–5)
| Stav       | č. | datum              | turnaj                        | povrch | soupeřka ve finále      | výsledek           |
| ---------- | -- | ------------------ | ----------------------------- | ------ | ----------------------- | ------------------ |
| Finalistka | 1. | 7. června 2010     | Brasília, Brazílie            | antuka | Fernanda Fariová        | 7–6 3–6 4–6        |
| Vítězka    | 2. | 3. října 2011      | São Paulo, Brazílie           | antuka | Bárbara Luzová          | 6–2 6–3            |
| Vítězka    | 3. | 1. prosince 2012   | Santiago, Chile               | antuka | Julia Cohenová          | 0–6 6–3 6–4        |
| Vítězka    | 4. | 15. července 2013  | Campos do Jordão, Brazílie    | tvrdý  | María Irigoyenová       | 3–6 7–5 6–1        |
| Vítězka    | 5. | 31. března 2014    | Sao Jose Dos Campos, Brazílie | antuka | Maria Fernanda Alvesová | 6–2 3–6 6–2        |
| Finalistka | 6. | 7. dubna 2014      | Sao Jose Dos Campos, Brazílie | antuka | Gabriela Ceová          | 1–1 ret.           |
| Finalistka | 7. | 9. června 2014     | Padova, Itálie                | antuka | Louisa Chiricová        | 2–6 6–1 6–7        |
| Finalistka | 4. | 25. října 2015     | Florence, Spojené státy       | tvrdý  | Grace Minová            | 2–6, 6–4, 6–7(2–7) |
| Vítězka    | 5. | 27. listopadu 2016 | Santiago, Chile               | antuka | Daniela Seguelová       | 4–6, 4–4, ret.     |
| Finalistka | 5. | 4. prosince 2016   | Santiago, Chile               | antuka | Tamara Zidanšeková      | 1–6, 4–6           |

### Čtyřhra: (17 titulů)
| č.  | datum              | turnaj                          | povrch | spoluhráčka             | poražené finalistky                                   | výsledek              |
| --- | ------------------ | ------------------------------- | ------ | ----------------------- | ----------------------------------------------------- | --------------------- |
| 1.  | 7. června 2010     | Brasília, Brazílie              | antuka | Fernanda Fariová        | Gabriella Barbosa-Costa Silva Natalia Chengová        | 6–4 6–4               |
| 2.  | 26. července 2010  | Campos do Jordão, Brazílie      | tvrdý  | Fernanda Fariová        | Monique Albuquerqueová Roxane Vaisembergová           | 6–3 6–2               |
| 3.  | 22. listopadu 2010 | Barueri, Brazílie               | antuka | Fernanda Fariová        | Maria Fernanda Alvarez Terano Aranza Salutová         | 7–5 4–6 7–5           |
| 4.  | 13. června 2011    | Montpellier, Francie            | antuka | Maryna Zanevská         | Madalina Gojneová Ines Ferrero Suarez                 | 6–4 7–5               |
| 5.  | 18. června 2011    | Ribeirão Preto, Brazílie        | antuka | Fernanda Fariová        | Andrea Benitezová Raquel Piltcherová                  | 2–6 6–2 6–2           |
| 6.  | 24. října 2011     | Goiânia, Brazílie               | antuka | Beatriz Haddad Maiová   | Flávia Dechandt Araújo Karina Vendittiová             | 6–4 5–7 12–10         |
| 7.  | 30. července 2012  | São Paulo, Brazílie             | tvrdý  | Roxane Vaisembergová    | Aranza Salutová Carolina Zeballosová                  | 6–2 6–2               |
| 8.  | 15. července 2013  | Campos Do Jordao, Brazílie      | tvrdý  | María Irigoyenová       | Maria Fernanda Alvarez Terano Maria Fernanda Alvesová | 7–5 6–3               |
| 9.  | 23. září 2013      | Sevilla, Španělsko              | antuka | Florencia Molinerová    | Cecilia Costa Melgar Gaia Sanesiová                   | 6–3 7–5               |
| 10. | 9. prosince 2013   | Mata de São João, Brazílie      | antuka | Laura Pigossiová        | Montserrat Gonzálezová Carolina Zeballosová           | 6–2 6–2               |
| 11. | 16. prosince 2013  | Bertioga, Brazílie              | tvrdý  | Laura Pigossiová        | Verónica Cepede Royg María Irigoyenová                | 2–6 6–4 10–7          |
| 12. | 31. března 2014    | São José dos Campos, Brazílie   | antuka | Maria Fernanda Alvesová | Gabriela Céová Eduarda Piaiová                        | 7–6 7–5               |
| 13. | 7. dubna 2014      | São José do Rio Preto, Brazílie | antuka | Maria Fernanda Alvesová | Carolina Alvesová Ingrid Gamarra Martinsová           | 6–2 6–0               |
| 14. | 30. června 2014    | Denain, Francie                 | antuka | Florencia Molinerová    | Nicola Slaterová Karolina Wlodarczaková               | 7–6(7–3), 7–6(7–4)    |
| 15. | 23. března 2015    | Palm Harbor, USA                | antuka | Petra Krejsová          | María Irigoyenová Paula Ormaecheaová                  | 6–2, 6–4              |
| 16. | 21. září 2015      | Albuquerque, USA                | tvrdý  | Sanaz Marandová         | Tamira Paszeková Anna Tatišviliová                    | 4–6, 6–2, [10–3]      |
| 17. | 18. ledna 2016     | Guarujá, Brazílie               | tvrdý  | Beatriz Haddad Maiová   | Laura Pigossiová Jil Teichmannová                     | 6–7(3–7), 7–5, [10–7] |